# لويد وايت (لاعب دوري الرغبي)
لويد وايت (بالإنجليزية: Lloyd White)‏ هو لاعب دوري الرغبي بريطاني، ولد في 9 أغسطس 1988 في كارديف في المملكة المتحدة.